# Григорян, Грант Меружанович
Гра́нт Меружа́нович Григоря́н (арм. Հրանտ  Գրիգորյան; род. 23 ноября 1966, село Аршалуйс, Эчмиадзинский район, Армянская ССР) — армянский военный, политический деятель и предприниматель, племянник генерала Манвела Григоряна.
- 2000 — окончил Эчмиадзинский университет «Григор Лусаворич». Экономист.
- 1983—1985 — работал в колхозе села Аршалуйс.
- 1985—1987 — служба в армии.
- 1989—1996 — был бойцом, заместителем командира роты отряда добровольцев «Еркрапа», служил в Вооружённых силах Армении.
- 1995 — командир роты, председатель Эчмиадзинского регионального отделения добровольческого союза «Еркрапа».
- 1996—1997 — директор Эчмиадзинского хлебозавода.
- 1999—2003 — член постоянной комиссии по обороне, национальной безопасности и внутренним делам НС. Член фракции «Единство», затем депутатской группы «Айастан».
- 25 мая 2003 — член Постоянной комиссии по обороне, национальной безопасности и внутренним делам НС. Член фракции РПА.
- Награждён медалью «Материнская благодарность» (1995), орденом Боевого Креста II степени (1996), медалями «Маршал Баграмян» (2001), «Андраник Озанян» (2003), «Вазген Саркисян» (2003).